# イギリス商館
イギリス商館（イギリスしょうかん）とは、江戸時代初期（1613年－1623年）にイギリス東インド会社が、肥前国 松浦郡 平戸に設置した商館。
なお、当時はイギリス（グレートブリテン王国）は未成立で、イングランド王国とスコットランド王国の同君連合だったが、便宜上「イギリス」の呼称を用いる。また、当時のイギリスはユリウス暦を用いており、括弧内の日付はユリウス暦/グレゴリオ暦の併記によるものとする。

## 概要
慶長5年（1600年）、豊後国（現：大分県）に漂着したオランダ船リーフデ号の乗組員の一員であったイギリス人ウィリアム・アダムスは、徳川家康の信頼を受けて江戸幕府の外交顧問となり、「三浦按針」の名を与えられるなど重用された。
慶長16年（1611年）、イギリス東インド会社はアダムスがイギリス本国に送った書簡によって事情を知り、国王ジェームズ1世の許可を得て彼を仲介人として日本との通商関係を結ぶ計画を立て、艦隊司令官ジョン・セーリスを日本に派遣することとなった。
慶長18年5月4日（1613年6月11日/同6月21日）に日本の平戸に到着したセーリスは、アダムスの紹介を得て駿府城にて徳川家康に拝謁して国王ジェームス1世の国書を捧呈し、更に江戸城にて将軍徳川秀忠にも謁見した。そしてアダムスの工作が功を奏して、この年の9月1日（10月4日/10月14日）には家康によってイギリスとの通商許可が出された。
そこでセーリスは平戸にて在留中国商人李旦から借り上げていた邸宅をイギリス商館とし、リチャード・コックスを商館長に任じて6人の部下を付け、更にアダムスを商館員として採用して顧問とした。商館は後に正式に買い上げられ、イギリス人商館員や日本人使用人も増員された。商館員や使用人は平戸や江戸・京都・大坂・長崎などに派遣されて貿易の仲介を行ったり、平戸を拠点に商船を東南アジア各地に派遣して貿易業務を行った。
着任早々、セーリスとコックスはオランダ人がイギリス人と称して海賊行為を行い、イギリス人の悪評が立っていることに衝撃を受けたという。オランダ人に対抗するためにリチャード・コックスはオランダがスペイン王国の一部であるためオランダ人は反逆者であり、いずれ日本国を滅ぼすかもしれないと幕府に訴えた。またオランダは英国のおかげで独立しており、オランダは英国の属国だとの風評を立てた。
オランダ商館長ヤックス・スペックスもコックスと同様に、オランダ総督をオランダ国王として虚偽の呼称を使用し、オランダ国王がキリスト教王国の中でも最も偉大な王であり、全ての王を支配しているとの風評を広げようとした。コックスはこれを逆手にとり、自国がオランダよりはるかに優れていることを大名や役人の前で説明したが、島津家久はこれを信じて、オランダ人でなくイギリス人に薩摩での貿易を許可するとの言質をとることに成功した。
1616年の二港制限令は、コックスが江戸にいる間のことだったが、これはコックスの発言が彼が意図した以上に幕府に警戒感を抱かせたことが発端となった可能性が指摘されている。二港制限令はイギリス人とオランダ人を長崎と平戸に閉じ込めることを決定した。コックスは秀忠に謁見しようとしたが、家康宛ての書状であるとの表向きの理由で拒否された。さらに宣教師も追い打ちをかけて、連邦共和国を巡ってスペインが困っているのは、イギリスの支援があるからであり、イギリス人が正統な国王に対して対抗する手段を与えたとの有害な事実を広めた。
だが、江戸幕府によるキリスト教弾圧の影響でヨーロッパ人による自由な貿易が制約され始めたこと、本国におけるイギリスとオランダの対立が両国の東インド会社間、更に平戸の商館同士の対立に発展した。日本市場を巡っては先行するオランダが有利であった上、イギリス商船の航海を妨害するなどの行為を行い、イギリス商館長コックス自身が江戸幕府にオランダの非法を訴えることもあった。更に地元の平戸藩や在留中国人及び日本人商人との取引における売掛金の焦げ付き問題も発生した。そして、挽回を行うために計画した明との交易計画も失敗に終わったことから、東インド会社内部ではコックスの責任を問う声が上がった。更に日本との仲介役であったアダムスの死もイギリスの対日貿易にとって大きな痛手となった。
そのような状況下の元和9年（1623年）に発生したアンボン事件は、オランダ東インド会社による東アジア貿易支配を確立させ、イギリスの影響力を弱体化させた。イギリス東インド会社はコックスの経営責任を問うことを名目にバタビアの支社に召還して平戸の商館を閉鎖することを決定する。元和9年11月12日（1623年12月23日/1624年1月2日）イギリス商館は閉鎖され、コックスらイギリス人商館員は翌日に日本を去った。コックスは秀忠に謁見して一時的な撤退の許可を得たが、その後はイングランド内戦やクロムウェルの介入のためイギリス人の来航は数十年以上経過した後のリターン号事件まで待つことになる。
イギリス商館はその後平戸藩及びオランダ商館に管理を委託されたが、平戸での貿易が禁じられてオランダ商館が長崎に移転させられたこともあり、急速に荒廃していった。そして、延宝元年（1673年）のリターン号事件に際し、江戸幕府はイギリス人のキリスト教禁令遵守を疑ったため正式にイギリス船の来航を禁じる通告を行い、2度とイギリス商館が復活することは無かった。
イギリス商館が平戸のどこに設置されたのか正式な場所は不明である。だが、諸記録より鏡川下流にあったオランダ商館の近くと推定されており、長崎県平戸市岩の上町の幸橋のたもとには商館跡の碑が建てられている（ただし、今日では碑とは鏡川を挟んだ対岸にあたる現在の平戸市木引田町説が有力とされている）。